# قطار خودکششی دیزلی

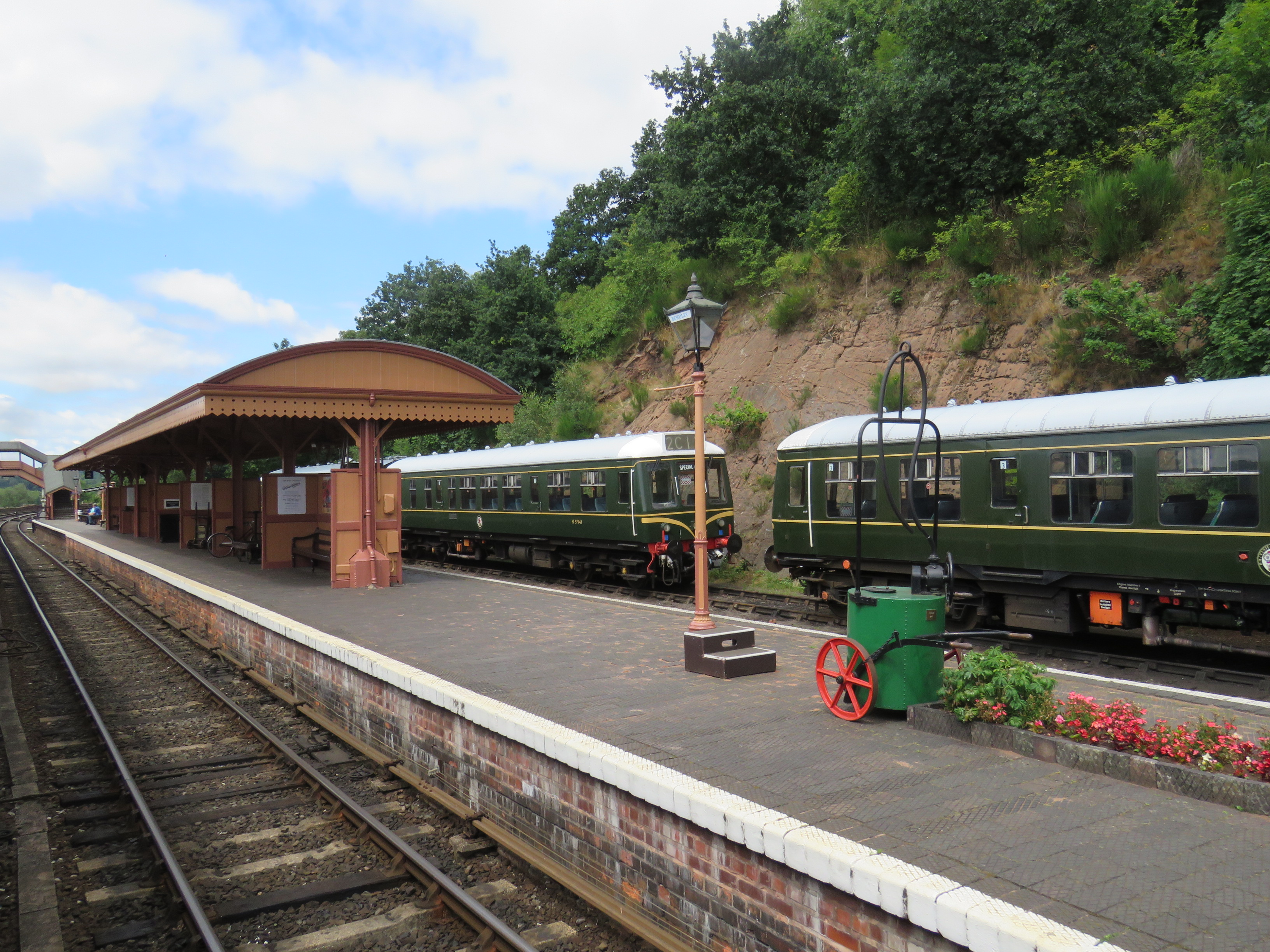
ایستگاه راه‌آهن Bewdley، واحدهای چندگانه دیزل، واگن‌های موتوری و واگن‌های ریلی بریتانیا، جولای 2016 در حمل‌ونقل ریلی در انگلستان

قطار خودگرانشی دیزلی یا مجموعه چند واحدی دیزلی (DMU) قطاری چند واحدی است که چند واگن دارد و توسط یک یا چند موتور دیزل در واگن‌ها در قطار حرکت می‌کند.

## انواع

### دیزل هیدرولیک
در این نوع قطارها نوعی طوقه تبدیل کننده هیدرولیکی قدرت موتور دیزل را به چرخها منتقل می‌کند. بعضی از قطارها از انتقال دهنده‌های مکانیکی چند گونه هیدرولیکی استفاده می‌کنند که سرعت بیشتر و صدای کمتری دارند.